# Амі Єнссон Роголт
Амі Єнссон Роголт (норв. Amy Jönsson Raaholt; нар. 8 червня 1967) — колишня норвезька тенісистка.
Найвищу одиночну позицію світового рейтингу — 174 місце досягла 4 липня 1988, парну — 217 місце — 1 лютого 1988 року.

## Фінали ITF

### Одиночний розряд: 6 (3–3)
| Результат | Ранг | Дата            | Турнір               | Покриття | Суперниця у фіналі | Рахунок у фіналі |
| --------- | ---- | --------------- | -------------------- | -------- | ------------------ | ---------------- |
| Поразка   | 1.   | 16 березня 1987 | Канберра, Австралія  | Тверде   | Белінда Кордвелл   | 3–6, 2–6         |
| Поразка   | 2.   | 13 лютого 1989  | Герсгольм, Данія     | Килим    | Тіна Шоєр-Ларсен   | 0–6, 3–6         |
| Перемога  | 3.   | 16 жовтня 1989  | Супетар, Югославія   | Ґрунт    | Їтка Дубцова       | 6–0, 4–6, 6–1    |
| Перемога  | 4.   | 22 січня 1990   | Гельсінкі, Фінляндія | Килим    | Сільві Саба        | 4–6, 6–4, 6–3    |
| Поразка   | 5.   | 5 лютого 1990   | Ставангер, Норвегія  | Килим    | Барбара Ріттнер    | 3–6, 7–6, 6–4    |
| Перемога  | 6.   | 18 березня 1991 | Аліканте, Іспанія    | Ґрунт    | Роса Б'єльса       | 6–4, 7–5         |

### Парний розряд: 4 (2–2)
| Результат | Ранг | Дата            | Турнір           | Покриття  | Партнерка          | Суперниці у фіналі                | Рахунок у фіналі |
| --------- | ---- | --------------- | ---------------- | --------- | ------------------ | --------------------------------- | ---------------- |
| Перемога  | 1.   | 21 вересня 1987 | Лорка, Іспанія   | Ґрунт     | Паулетте Морено    | Марія Екстранд Моніка Лундквіст   | 7–6, 6–7, 7–5    |
| Перемога  | 2.   | 21 січня 1991   | Берген, Норвегія | Килим (i) | Магдалена Фейстель | Мерете Баллінґ-Стокман Наталі Чан | 6–2, 6–2         |
| Поразка   | 3.   | 11 березня 1991 | Мурсія, Іспанія  | Ґрунт     | Ева Гаслінґейс     | Петра Рацлавська Маркета Штускова | 2–6, 5–7         |
| Поразка   | 4.   | 20 січня 1992   | Берген, Норвегія | Килим (i) | Сесілія Дальман    | Катаріна Бернстейн Анніка Нарбе   | 1–6, 4–6         |